# Civil Works Administration
La Civil Works Administration était une agence fédérale américaine fondée dans le cadre de la politique du New Deal sous la présidence de Franklin Delano Roosevelt. Son objectif principal était de redonner du travail aux chômeurs victimes de l'hiver 1933-1934 et de la Grande Dépression. Elle fut placée sous la responsabilité de Harry L. Hopkins, l'un des conseillers du président.
La CWA permit la création d'emplois essentiellement dans le secteur du BTP (construction et modernisation de bâtiments et de ponts). Elle engagea aussi des travailleurs pour des activités très diverses telles que des fouilles archéologiques et la réalisation de peintures murales. Elle employa jusqu’à 4,5 millions de personnes. Mais elle fut une agence temporaire : elle fut dissoute malgré son succès le 31 mars 1934, sur les conseils de Lewis Douglas, car elle coûtait trop cher à l’État.